# Billing (mytologi)
Billing (på fornnordiska Billingr) är, i nordisk mytologi, omnämnd som en dvärg i stanza 13 i dikten Vǫluspá i den Poetiska Eddan, som far till, vad som tros vara, Rind i stanza 97 i Hávamál i den Poetiska Eddan och som en kenning för poesi; "Billings á burar full" i Ormr Steinþórsson's "Af et digt om en kvinde" och i kapitel 58 och stanza 145 i Skáldskaparmál i den Prosaiska Eddan.
Billing betyder tvilling.